# الخصائص الفاطمیة
الخصائص الفاطمیة اثری از باقر کجوری (وفات ۱۳۱۳ هجری) کتابی دربارهٔ ۱۳۵ خصیصهٔ فاطمه زهرا به تعداد حروف ابجد نام «فاطمه» است. کجوری تألیف کتاب را در ۱۳۱۰، و چاپ آن را در ۱۳۱۱ آغاز کرد، اما قبل از اتمام آن درگذشت. او سه خصیصه را در مقدمه، دو خصیصه را در خاتمه و صد و سی خصیصه را در متن کتاب آورده‌است. از صد و سی خصیصهٔ متن، سی خصیصه را به پیش از تولد، پنجاه خصیصه را به پس از تولد و پیش از وفات، و پنجاه خصیصه را به پس از وفات اختصاص داده‌است.